# Minnie Turner

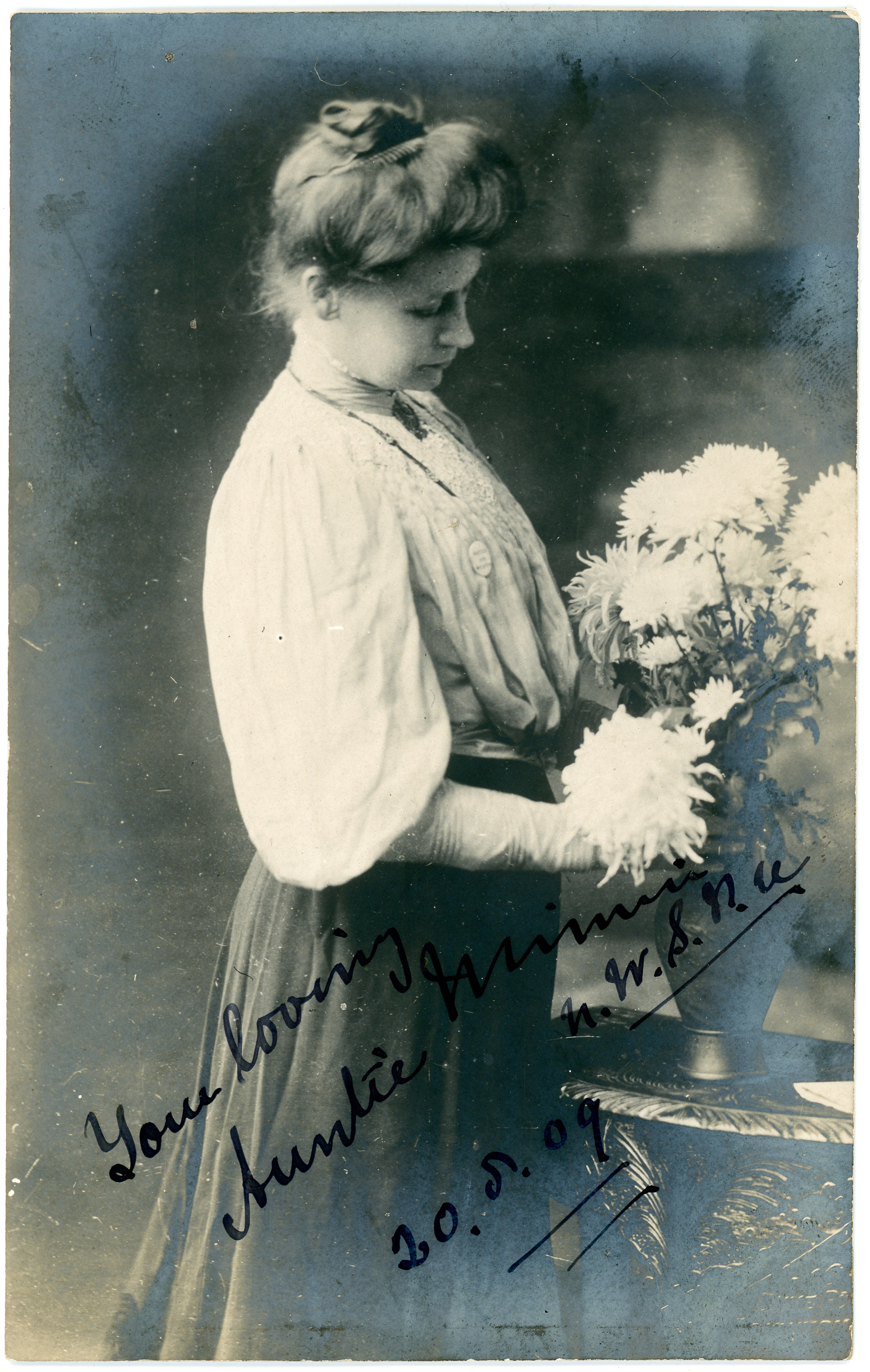
Minnie Turner, 1909

Minnie Sarah Turner (* 6. Mai 1866 in London; † 1948 in Brighton) war  eine englisch-britische Suffragette, die vor allem für ihr als Erholungsheim für ihre Mitsuffragetten genutztes Gästehaus Sea View in Brighton bekannt wurde.

## Leben
Minnie Turner wurde in London geboren und zog später in die Preston Street in Brighton. Trotz einer bescheidenen Herkunft wurde sie eine erfolgreiche Kleinunternehmerin und engagierte Aktivistin. Sie arbeitete ehrenamtlich als Sekretärin eines Zweigs der Brighton Women's Liberal Association und war Mitglied der Women's Tax Resistance League (WTRL) und der National Union of Women’s Suffrage Societies (NUWSS). 1908 schloss sie sich der militanteren Women’s Social and Political Union (WSPU) an.
Minnie führte ihre Pension sowohl als Ferienort als auch als Zufluchtsort für Suffragetten, die sich dort von Gefängnisaufenthalten, Hungerstreiks und Zwangsernährung erholten. Sie warb in Suffragetten-Zeitungen für ihre Pension und bot Erholungskuren, selbst gebackenes Brot und „im Garten servierte Mahlzeiten“ an.
Zu ihren Gästen gehörten  Constance Bulwer-Lytton, Mary Jane Clarke, Emily Davison, Flora McKinnon Drummond, Annie Kenney, Mary Taylor, Christabel Pankhurst, Emmeline Pankhurst, Emmeline Pethick-Lawrence, Vera Wentworth oder Ada Wright.
Turner beherbergte Minnie Baldock und übernahm ihre Reisekosten, damit Baldock die lokalen Bemühungen von Mary Jane Clarke bei ihren Kampagnen während des Sommers unterstützen konnte.
Turner wurde zweimal wegen ihrer Beteiligung an Suffragetten-Protesten verhaftet. Im Jahr 1910 wurde sie verhaftet, weil sie am Schwarzen Freitag vor dem Unterhaus demonstriert hatte.
Im November 1911 wurde sie verhaftet, weil sie ein Fenster im Innenministerium eingeschlagen hatte, wofür sie eine 21-tägige Haftstrafe im Holloway Prison erhielt.
Turners eigene Fenster wurden als Vergeltung in einer anonymen Postkarte an sie bedroht, und ein oder zwei wurden tatsächlich eingeschlagen. Turner steckte einen Zettel in die betroffenen Fenster, auf dem stand: „Maskuline Logik. Nachahmung ist die aufrichtigste Form der Schmeichelei.“
Im Jahr 1912 erholte sich Emily Davison von ihrem Gefängnisaufenthalt bei Turner, bis sie zu ihrer Mutter nach Northumberland reisen konnte.
Nach dem Krieg wurde sie in das Brighton Board of Guardians gewählt. Sie heiratete nie und hatte keine Kinder. Turner starb 1948.
2018 wurde am Standort des „Sea View“ in Brighton, eine Blue Plaque  zu Ehren Turners angebracht.
Turners Sammlung von Suffragetten-Postkarten im Museum of London gibt einen Einblick in ihre unterstützende Rolle gegenüber Aktivistinnen in ihrer schwierigen Situation.